# Крива зростання (статистика)

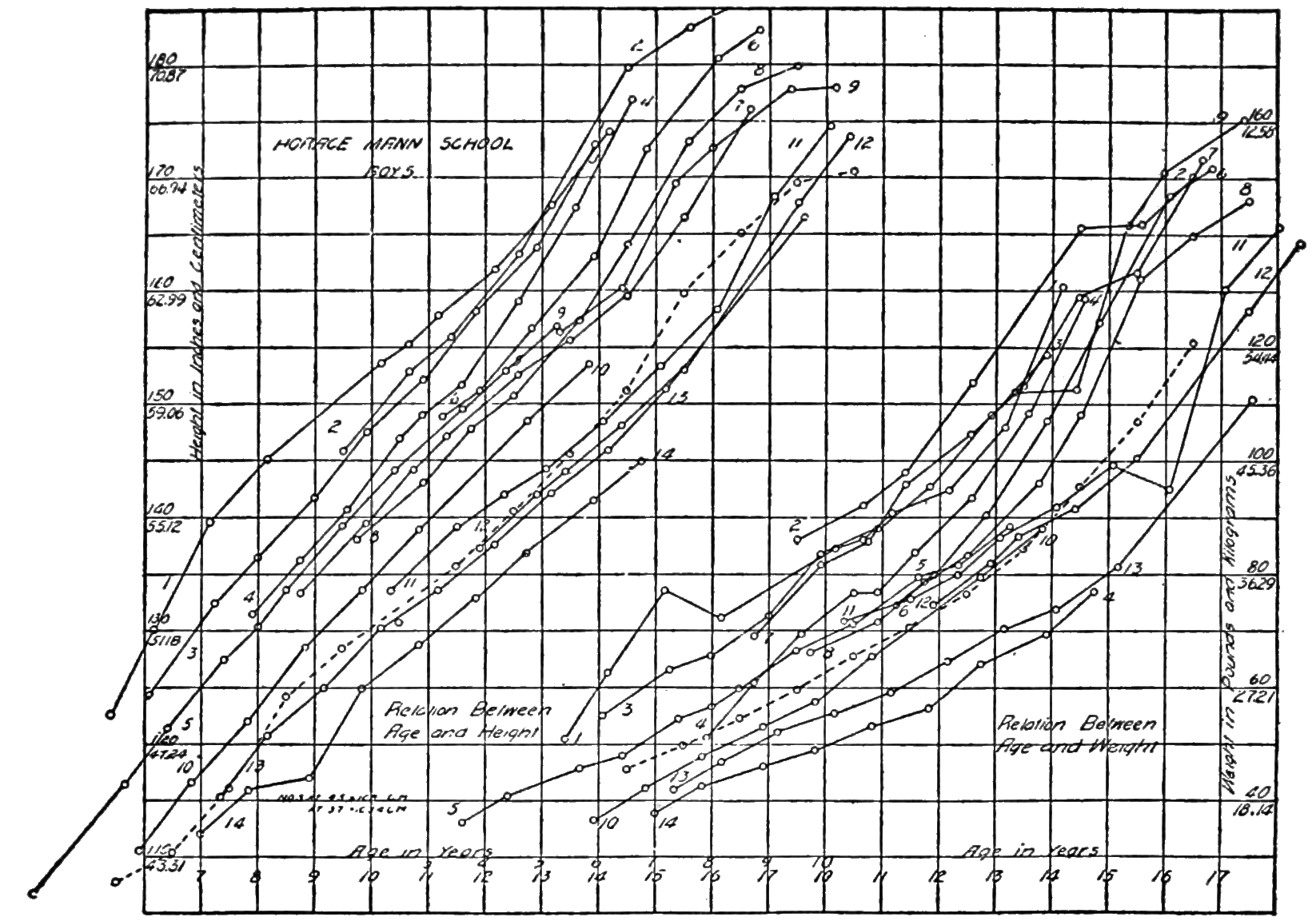
Таблиця зросту й ваги хлопців у часі. Модель кривої зростання (відому також як GMANOVA) використовують для аналізу таких даних, коли кілька спостережень здійснюють над групами осіб упродовж часу.

Моде́ль криво́ї зроста́ння (англ. growth curve model) в статистиці — це особлива багатовимірна лінійна модель, відома також як GMANOVA (англ. Generalized Multivariate Analysis-Of-Variance, узагальнений багатовимірний дисперсійний аналіз). Вона узагальнює модель MANOVA (багатовимірний дисперсійний аналіз), дозволяючи використання пост-матриць, як видно з визначення.

## Визначення
Модель кривої зростання: Нехай X — випадкова матриця p×n, що відповідає спостереженням, A — внутрішня матриця плану (англ. within design matrix) p×q, де q ≤ p, B — матриця параметрів q×k, C — міжособова матриця плану (англ. between individual design matrix) k×n рангу rank(C) + p ≤ n, і нехай Σ — додатноозначена матриця p×p. Тоді
{\displaystyle X=ABC+\Sigma ^{1/2}E}
визначає модель кривої зростання, де A та C відомі, B та Σ невідомі, а E — випадкова матриця з розподілом Np,n(0,Ip,n).
Це відрізняється від стандартного багатовимірного дисперсійний аналізу додаванням «постматриці» (англ. "postmatrix") C.

## Історія
Аналізом кривих зростання займалися численні автори, серед них Вішарт (1938), Бокс (1950) та Рао (1958). Першими моделі GMANOVA для аналізу поздовжніх даних застосували 1964 року Потгофф і Рой.

## Застосування
Узагальнений багатовимірний дисперсійний аналіз (GMANOVA) часто використовують для аналізу опитувань, клінічних випробувань та сільськогосподарських даних, а останнім часом також у контексті адаптивного радіолокаційного виявляння.

## Інші застосування
У математичній статистиці криві зростання, як у біології, часто моделюють як неперервні стохастичні процеси, наприклад, як реалізації, що майже напевно розв'язують стохастичні диференціальні рівняння. Крім того, криві зростання застосовують для прогнозування розвитку ринку. Коли змінні вимірюють із похибкою, можливо застосовувати моделювання латентного зростання у рамках МСР.